# دافي هولمز
دافي هولمز (بالإنجليزية: Davey Holmes)‏ هو كاتب سيناريو أمريكي، ولد في 4 أكتوبر 1969 في ماساتشوستس في الولايات المتحدة.

## وصلات خارجية
- دافي هولمز على موقع IMDb (الإنجليزية)
- دافي هولمز على موقع قاعدة بيانات الفيلم (الإنجليزية)